# 톰슨가젤
톰슨가젤(Thomson's gazelle)은 가장 잘 알려져 있는 가젤이다. 톰슨가젤이라는 이름은 스코틀랜드의 탐험가인 조셉 톰슨에서 따왔다. 한때 가젤속으로 분류되었지만, 현재는 별도의 속인 에우도르카스속에 속하며 일각에서는 같은 에우도르카스속에 속한 코린가젤의 아종으로 보는 의견도 존재한다.
톰슨가젤은 아프리카에서 200,000마리가 넘는 개체수를 발견할 수 있으며 동아프리카에서 가장 흔한 가젤에 속한다. 톰슨가젤의 최고 속도는 80~90km/h에 달하며, 치타, 가지뿔영양, 스프링복에 이어 세계에서 4번째로 빠른 육상 동물에 속한다.

## 분류 및 명명
톰슨가젤은 소과 에우도르카스속으로 분류된다. 톰슨가젤은 1884년 영국의 동물학자 앨버트 귄터에 의해 처음 기술되었다. 같은 에우도르카스속에 속하는 몽갈라가젤와의 관계는 여전히 논란의 여지가 있다. 런던 자연사 박물관의 앨런 W. 젠트리와 같은 일부 저자에서는 몽갈라가젤을 톰슨가젤의 아종으로 간주하지만, 콜린 그로브스와 같은 다른 저자 사이에서는 몽갈라가젤을 톰슨가젤과는 별개의 완전한 종으로 간주한다. 동물학자 조나단 킹덤은 코린가젤의 아종으로 간주되는 헤링가젤을 톰슨가젤의 아종으로 취급했다. "톰슨가젤"이라는 이름은 1897년 스코틀랜드 탐험가 조셉 톰슨의 이름을 따서 명명되었다. 서양권에서는 간략하게 "토미(tommy)"라는 애칭으로 줄여 부르기도 한다.
|  | 가젤                           |
|  |                                |
|  | 인도영양 (Antilope cervicapra) |
|  |                                |

|  | 코린가젤 (Eudorcas rufifrons) |
|  |                               |
|  | 톰슨가젤 (E. thomsonii)       |
|  |                               |

|  | \| \| 죄머링가젤 (Nanger soemmerringii) \| \| \| \| \| \| 그랜트가젤 (N. granti) \| \| \| \| |
|  |                                                                                              |
|  | 다마가젤 (N. dama)                                                                           |
|  |                                                                                              |
|  | 죄머링가젤 (Nanger soemmerringii)                                                            |
|  |                                                                                              |
|  | 그랜트가젤 (N. granti)                                                                       |
|  |                                                                                              |

|  | 죄머링가젤 (Nanger soemmerringii) |
|  |                                   |
|  | 그랜트가젤 (N. granti)            |
|  |                                   |

|  | 코린가젤 (Eudorcas rufifrons) |
|  |                               |
|  | 톰슨가젤 (E. thomsonii)       |
|  |                               |

|  | \| \| 죄머링가젤 (Nanger soemmerringii) \| \| \| \| \| \| 그랜트가젤 (N. granti) \| \| \| \| |
|  |                                                                                              |
|  | 다마가젤 (N. dama)                                                                           |
|  |                                                                                              |
|  | 죄머링가젤 (Nanger soemmerringii)                                                            |
|  |                                                                                              |
|  | 그랜트가젤 (N. granti)                                                                       |
|  |                                                                                              |

|  | 죄머링가젤 (Nanger soemmerringii) |
|  |                                   |
|  | 그랜트가젤 (N. granti)            |
|  |                                   |

|  | 가젤                           |
|  |                                |
|  | 인도영양 (Antilope cervicapra) |
|  |                                |

|  | 코린가젤 (Eudorcas rufifrons) |
|  |                               |
|  | 톰슨가젤 (E. thomsonii)       |
|  |                               |

|  | \| \| 죄머링가젤 (Nanger soemmerringii) \| \| \| \| \| \| 그랜트가젤 (N. granti) \| \| \| \| |
|  |                                                                                              |
|  | 다마가젤 (N. dama)                                                                           |
|  |                                                                                              |
|  | 죄머링가젤 (Nanger soemmerringii)                                                            |
|  |                                                                                              |
|  | 그랜트가젤 (N. granti)                                                                       |
|  |                                                                                              |

|  | 죄머링가젤 (Nanger soemmerringii) |
|  |                                   |
|  | 그랜트가젤 (N. granti)            |
|  |                                   |

|  | 코린가젤 (Eudorcas rufifrons) |
|  |                               |
|  | 톰슨가젤 (E. thomsonii)       |
|  |                               |

|  | \| \| 죄머링가젤 (Nanger soemmerringii) \| \| \| \| \| \| 그랜트가젤 (N. granti) \| \| \| \| |
|  |                                                                                              |
|  | 다마가젤 (N. dama)                                                                           |
|  |                                                                                              |
|  | 죄머링가젤 (Nanger soemmerringii)                                                            |
|  |                                                                                              |
|  | 그랜트가젤 (N. granti)                                                                       |
|  |                                                                                              |

|  | 죄머링가젤 (Nanger soemmerringii) |
|  |                                   |
|  | 그랜트가젤 (N. granti)            |
|  |                                   |

|  | 게레눅 (Litocranius walleri)      |
|  |                                   |
|  | 스프링복 (Antidorcas marsupialis) |
|  |                                   |

톰슨가젤이 속한 에우도르카스속은 인도영양속, 가젤속, 다마가젤속과 함께 영양족을 형성한다. 1999년 계통 발생 분석에 따르면 인도영양속은 가젤속에 가장 가까운 자매 분류군으로 알려졌지만 1976년 당시에는 가젤속이 다마가젤속과 가장 가까운 자매 분류군으로 배치되었다. 2013년 핵 및 미토콘드리아의 데이터를 기반으로 한 영양족의 계통 발생에 대한 최신 개정판에서 케임브리지 대학의 연구팀은 에우도르카스속과 다마가젤속 사이의 긴밀한 관계를 명확하게 묘사한 분지도를 구성했다. 이 과정에서 인도영양속과 가젤속 사이에 비슷한 관계가 있는 것으로 밝혀졌다.
현재 톰슨가젤은 두 종의 아종이 확인되었다.
- E. t. nasalis (Lönnberg, 1908) – 세렝게티톰슨가젤은 세렝게티에서 케냐의 그레이트 리프트 밸리까지 분포한다.
- E. t. thomsonii (Günther, 1884) – 동부톰슨가젤은 케냐와 탄자니아의 리프트 밸리 동쪽에서 남쪽으로는 탄자니아의 아루샤 지구까지, 남서쪽으로는 에야시 호수, 웸베레 강 및 시니앙가까지 분포한다.

## 외형

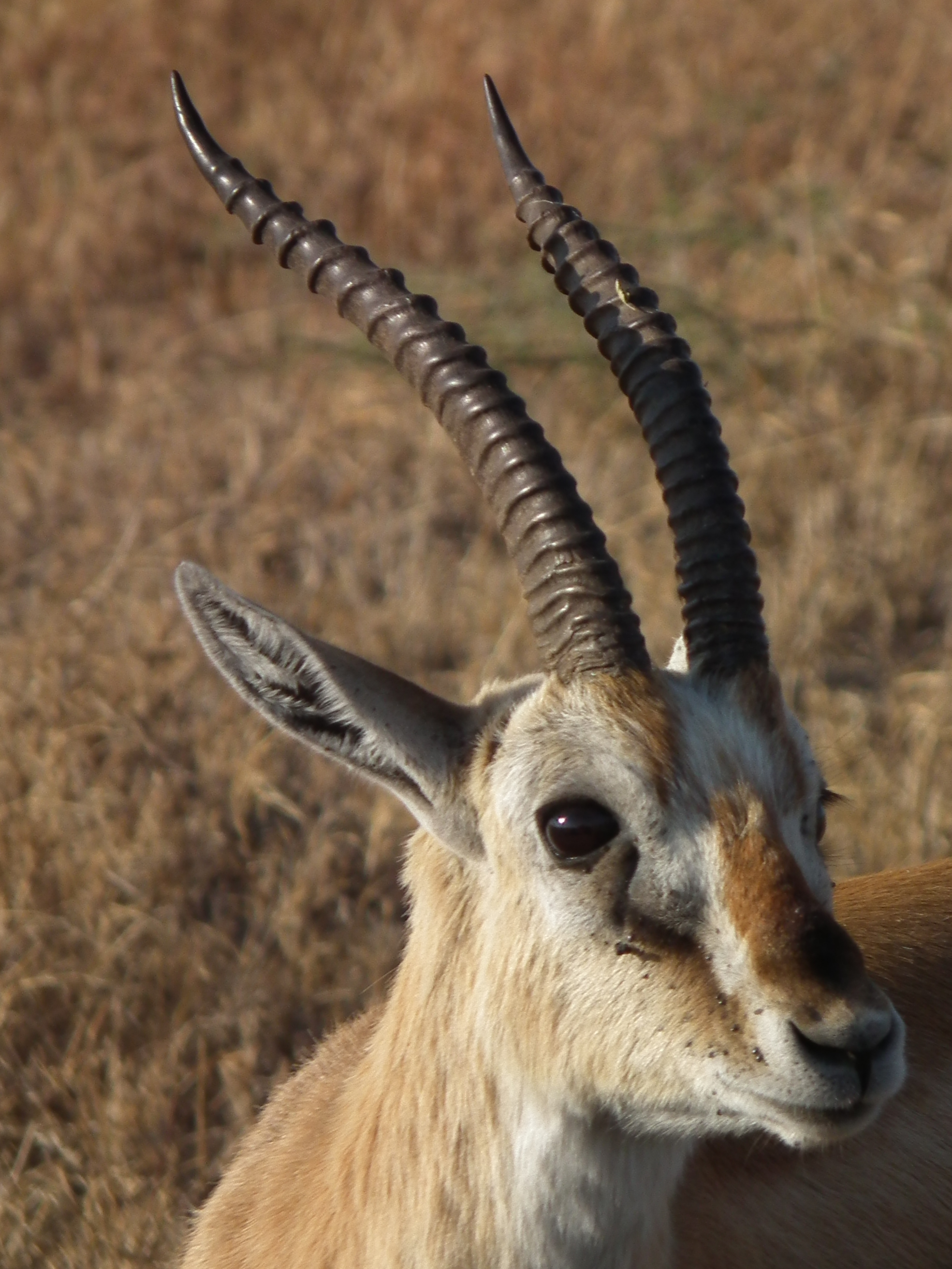
수컷 톰슨가젤의 머리

톰슨가젤은 비교적 소형 가젤에 속하며 어깨높이는 60~70cm에 달한다. 수컷의 몸무게는 20~35kg이고 암컷의 몸무게는 15~25kg 정도이다. 얼굴에는 눈 주위의 흰색 고리, 눈가에서 코까지 이어지는 검은 줄무늬, 뿔에서 코까지 이어지는 콧잔등의 붉은 줄무늬, 코의 어두운 반점, 밝은색을 띠는 이마가 존재한다.

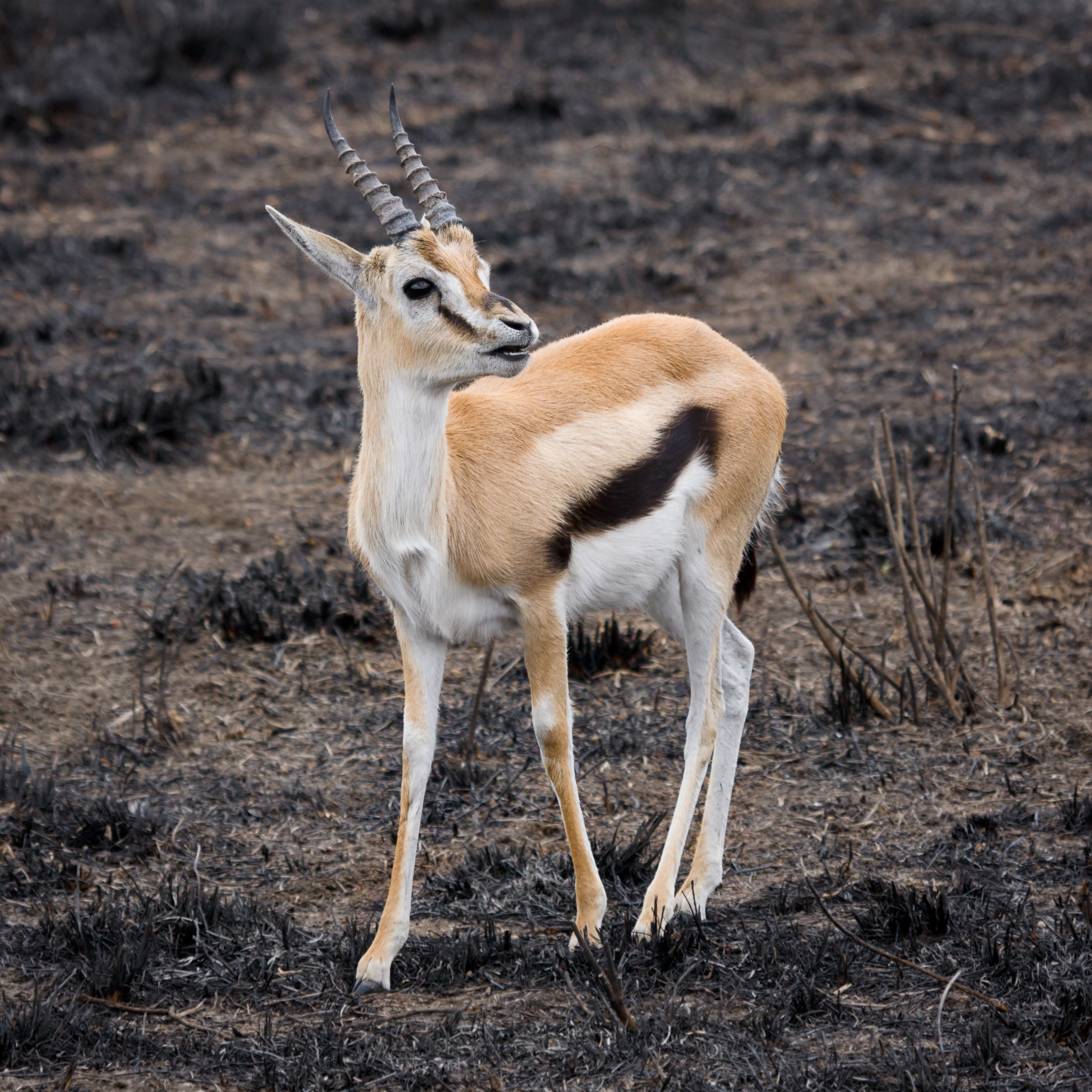
톰슨 가젤의 측면

털은 모래색에서 적갈색을 띈다. 등 부분은 황토색, 배 부분은 흰색의 털로 덮여 있으며, 그 사이 옆구리 부분에 선명한 검은색 띠가 앞다리 위쪽에서 뒷다리 바로 위까지 옆구리를 가로질러 뻗어 있다. 검은색 줄무늬 윗쪽에는 아랫쪽보다 선명한 색의 털로 덮어 있다. 짧고 검은색 줄무늬가 흰색 엉덩이를 표시한다. 검은색 꼬리의 크기는 15~27cm 정도이다. 수컷은 눈 근처에 잘 발달된 전안와샘을 가지고 있는데, 이는 냄새를 통해 영역을 표시하는 데 사용된다. 암수 모두 끝이 앞을 향하도록 약간 뒤로 구부러진 뿔을 가지고 있다. 15개 가량의 가로 돌기가 나 있는 뿔은 수컷의 경우 25~43cm, 암컷의 경우 7~15cm이다. 그러나 암컷의 뿔이 수컷에 비해 더 왜소하며, 일부 암컷 개체는 뿔이 없다. 그랜트가젤은 톰슨가젤과 매우 유사하지만 더 큰 크기와 꼬리 위로 뻗어 있는 엉덩이의 흰색 패치로 구별할 수 있다.
두 아종은 세부적인 모습의 차이가 존재한다. 동부톰슨가젤은 세렝게티톰슨가젤과 비교하여 덩치가 더 크고, 얼굴 표시가 희미하다. 세렝게티톰슨가젤은 얼굴이 더 하얗고, 얼굴 무늬가 더 선명하다. 동부톰슨가젤의 경우 뿔의 사이가 더 갈라져 있으며, 암컷의 뿔이 수컷의 뿔보다 훨씬 짧다.

## 생태

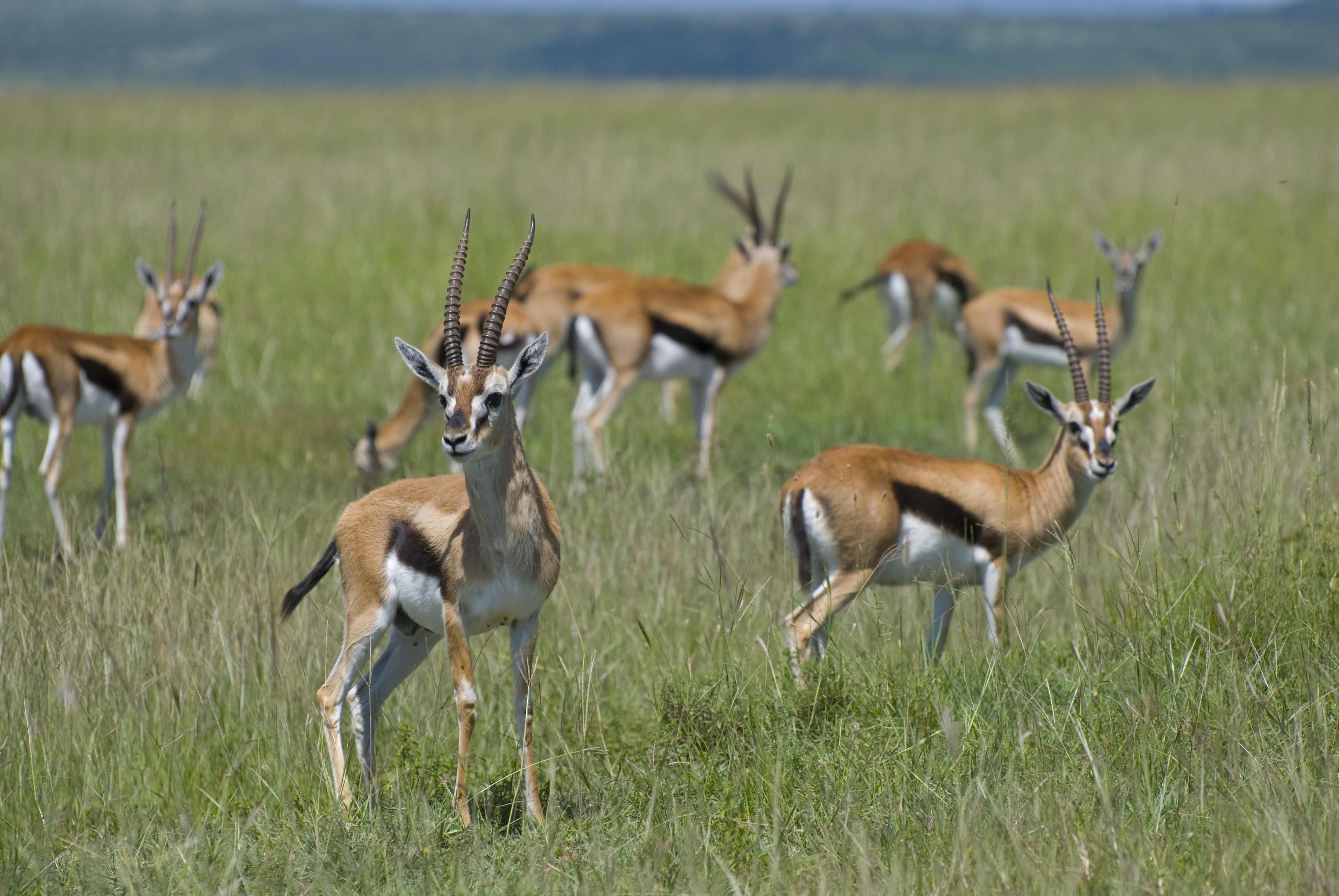
가젤 무리

톰슨가젤은 동아프리카의 사바나와 초원, 특히 케냐, 탄자니아의 세렝게티 국립공원에 주로 서식한다. 서식지로는 좁고 건조하며, 기초가 튼튼히 다져져 있는 짧은 풀이 자라는 초원 지대를 선호한다. 그러나 종종 키가 큰 풀이 자라나는 초원이나 울창한 숲으로 이동하기도 한다. 먹이로는 여러 종류의 식물을 골고루 섭취한다. 우기에는 주로 신선한 풀을 먹지만, 건기에는 더 많은 종류의 식물 부위를 먹는다. 특히 목본 식물의 덤불과 초본 식물의 잎을 선호한다.

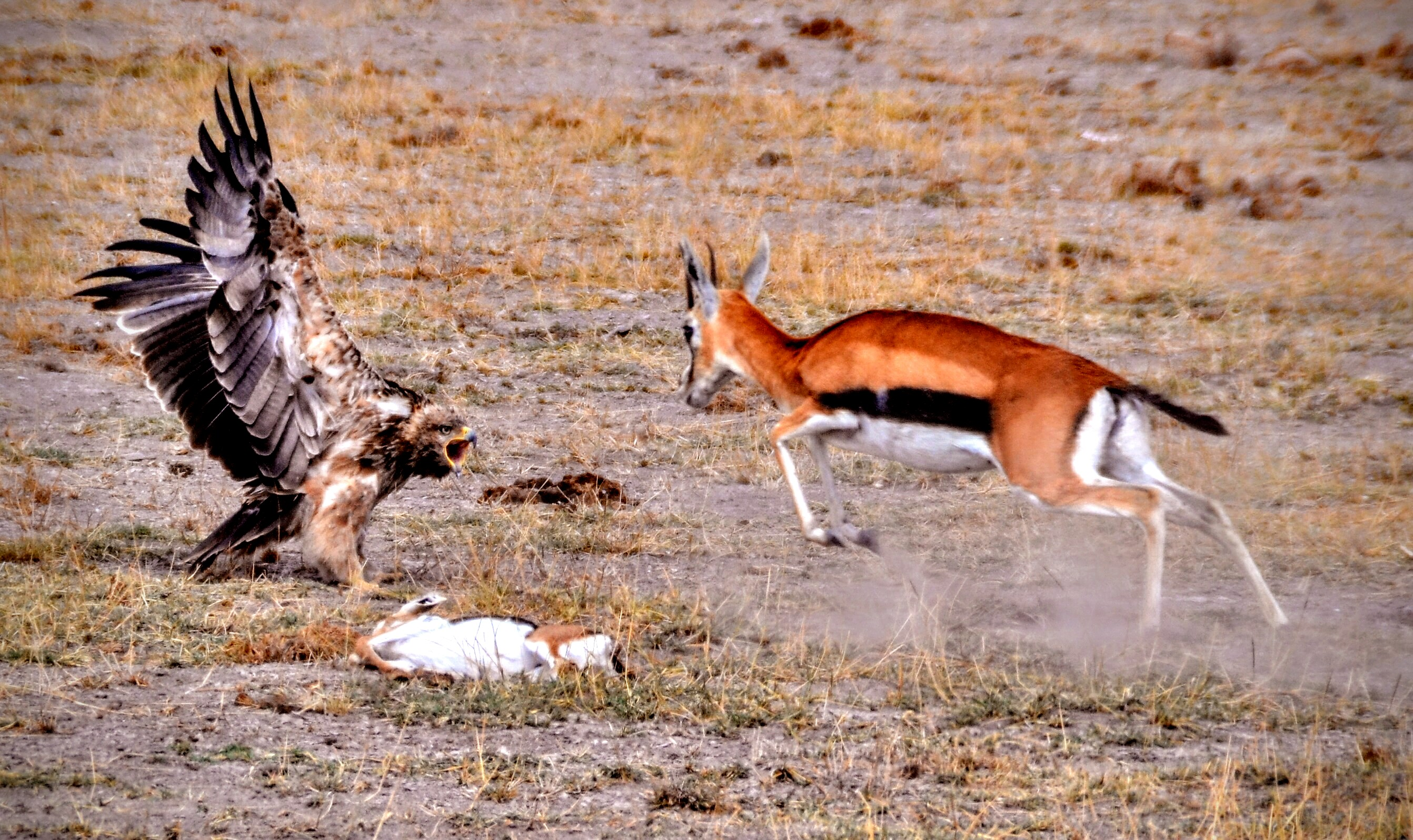
흰죽지수리로부터 죽은 새끼를 지키는 암컷 톰슨가젤

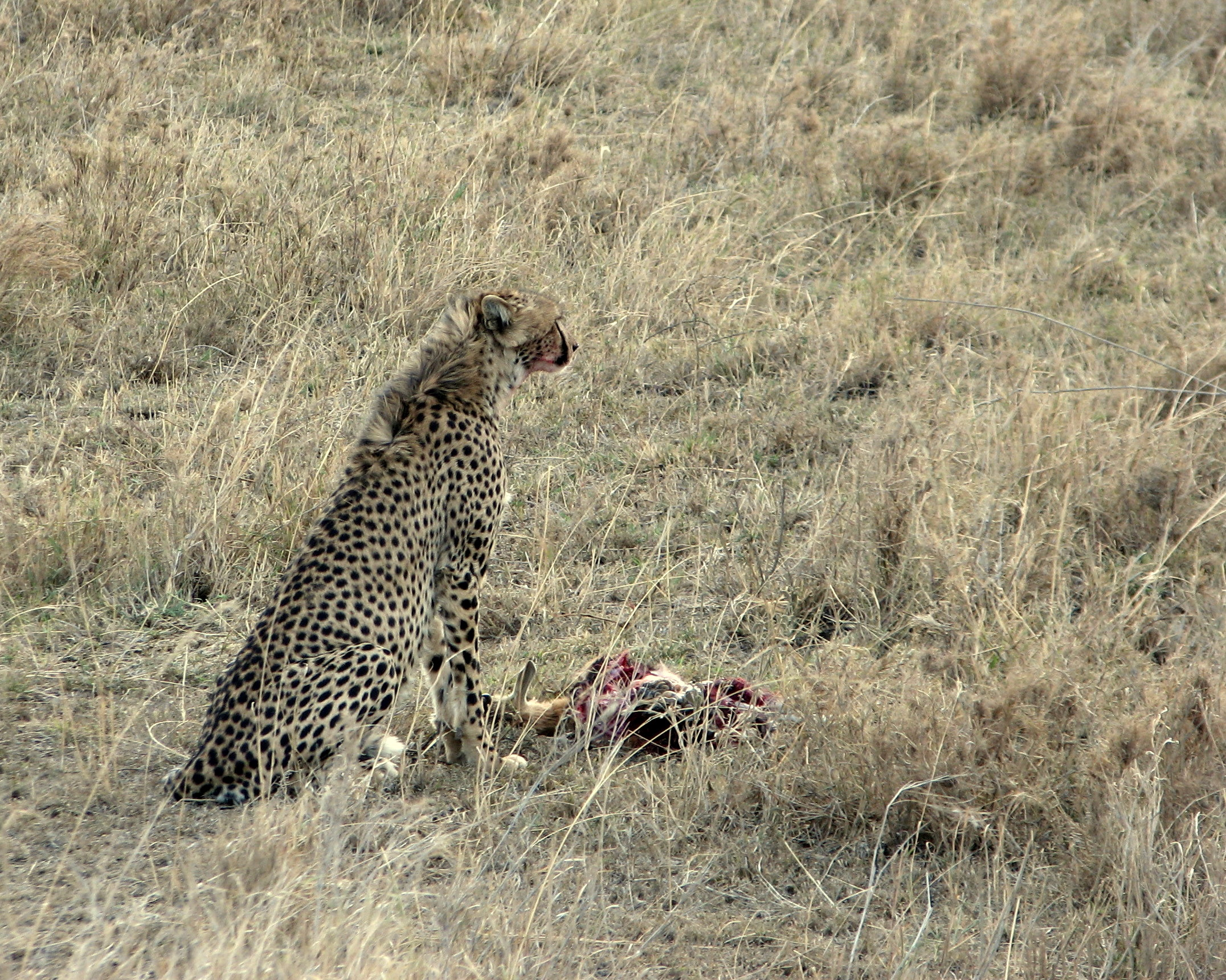
톰슨가젤을 사냥한 치타

톰슨가젤은 짧은 풀에 의존한다. 이들의 개체수는 풀이 빨리 자라나기 시작하는 우기에 집중적으로 증가하기도 한다. 세렝게티에서는 사바나얼룩말과 검은꼬리누와 같은 자신들보다 더 큰 초식동물을 따라가 키가 큰 풀을 뜯어먹는다. 야생에서 톰슨 가젤은 10~15년을 살 수 있다. 톰슨가젤의 주요 포식자는 더 빠른 속도를 낼 수 있는 치타가 있지만, 톰슨가젤은 치타보다 지구력이 높아 긴 추격전에서 치타보다 오래 버틸 수 있고, 더 빨리 방향을 바꿀 수 있다. 이 작은 영양은 최대 80km/h의 속도로 매우 빠르게 달릴 수 있으며, 지그재그로 방향을 회전하여 종종 포식자의 추격으로부터 벗어날 수 있다. 때로는 표범, 사자, 아프리카들개, 점박이하이에나, 나일악어, 아프리카비단뱀의 먹이가 되기도 하며, 새끼 가젤은 때때로 수리류나 검은등자칼, 올리브개코원숭이, 노랑개코원숭이의 먹이가 되기도 한다. 위협을 만나면 대부분 도망을 택하나, 종종 스토팅, 또는 프로킹으로 알려진 경계 도약으로 자신의 힘을 과시하여 포식자를 놀래키거나, 머리의 뿔로 포식자를 들이받는 쪽으로 자신을 방어하기도 한다.

### 사회 행동

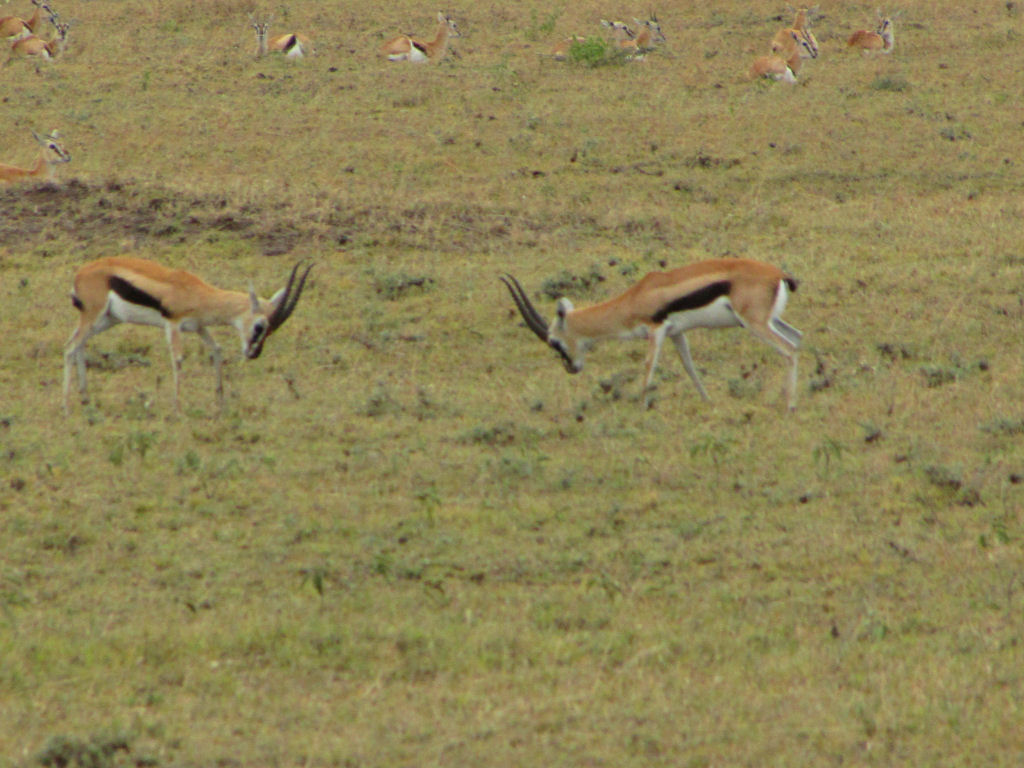
암컷을 두고 경쟁하는 수컷 두 마리

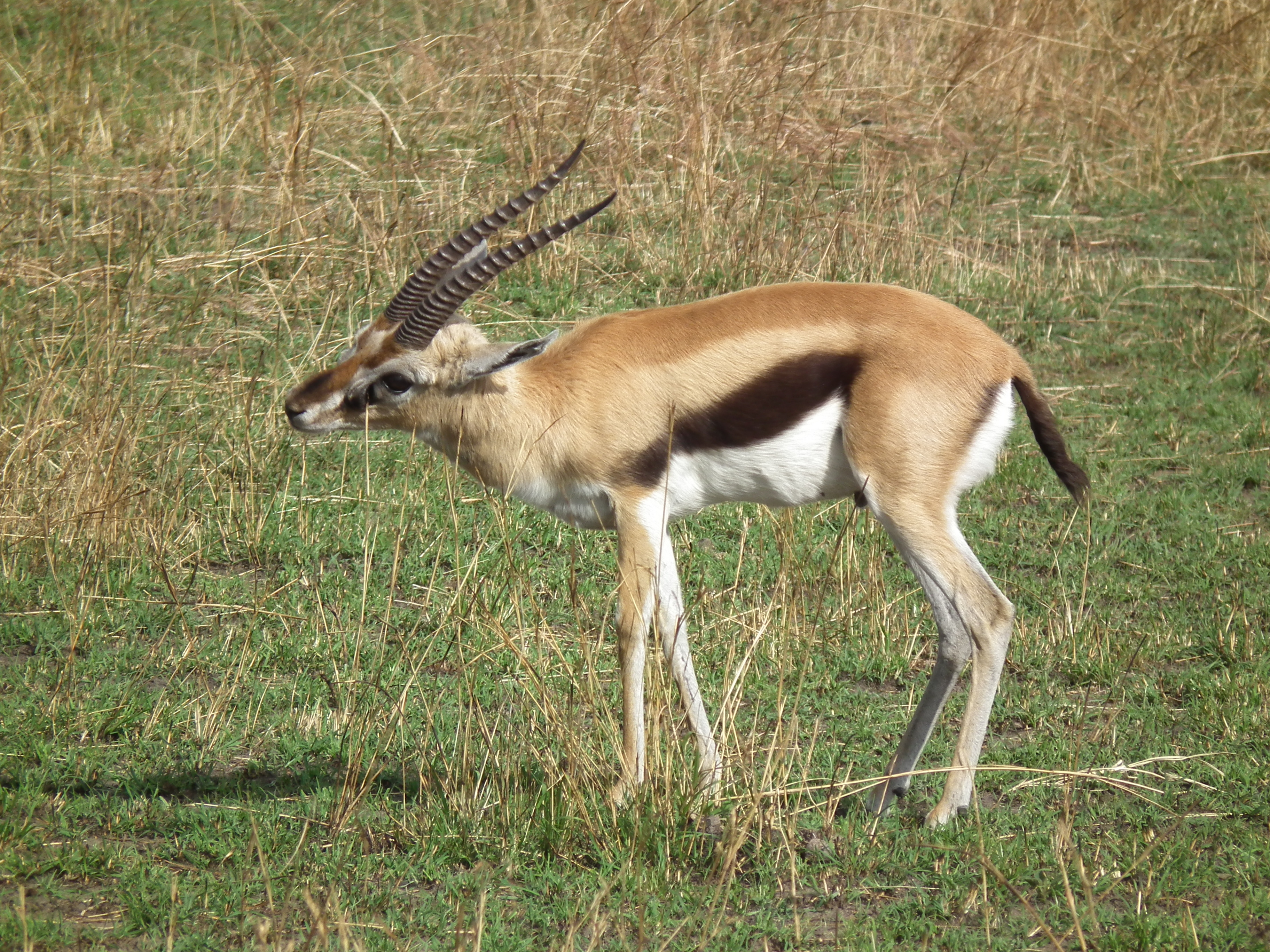
전안와샘을 통해 풀에다가 영역을 표시하는 수컷 톰슨가젤

풀이 풍부한 우기가 찾아오면 성체 수컷은 광범위한 방향으로 풀을 뜯으며, 이것이 점점 더 많이 퍼져 번식 영역을 확립한다. 젊은 수컷들은 보통 독신 무리에서 거주하며, 우두머리의 영토 내로 들어가는 것이 금지된다. 암컷은 먹이를 찾기 위해 우두머리 수컷의 영토로 들어가는 동안 이주 집단을 형성한다. 암컷 무리가 지나가는 동안, 영역을 가진 수컷은 그들을 자신의 하렘에 끌어모으기 위해 시도하며, 일반적으로 무리 중 전체에서 암컷 한 마리를 자신의 하렘에 편입시킨다. 아성체 수컷은 일반적으로 다른 수컷과 뿔을 이용한 전투를 통해 자신의 지배력을 확립하는 반면, 성체 수컷은 전투 대신 위엄 있는 몸짓으로 상대방의 전의를 상실하도록 압박할 가능성이 더 높다. 만약 독신 수컷이 영토를 지닌 수컷의 영역을 통과하려는 경우, 우두머리 수컷은 침입자를 자신의 영토 밖으로 쫓아낸다.
자신의 영역을 순찰하는 동안 우두머리 수컷은 뿔을 사용하여 풀, 흙 또는 덤불을 들이받을 수 있다. 어두운 분비물을 방출하는 전안와샘으로 풀 줄기에 표시하기도 한다. 서로 다른 수컷의 영역은 경계를 공유할 수 있다. 영역을 가진 수컷이 영역 경계에서 만나면 마치 충돌할 것처럼 서로를 향해 달려가지만 접촉은 하지 않는 모의 싸움을 벌인다. 그 후에는 서로 정면에서 풀을 뜯고, 그 다음에는 평행으로, 그 다음에는 반대 방향으로 풀을 뜯으며 끊임없이 풀을 뜯으면서 서로 멀어진다. 이 싸움에는 승자가 없으며 단지 서로간의 영토의 경계를 유지할 뿐이다. 영역을 가진 수컷은 일반적으로 다른 수컷의 영역에 함부로 들어가지 않는다. 수컷이 도망치는 암컷을 쫓고 있을 때 암컷이 다른 영역으로 뛰어들면 수컷은 추적을 중단하지만, 이웃 영역에 위치한 수컷은 계속해서 암컷을 쫓아간다.

### 번식 및 생애주기

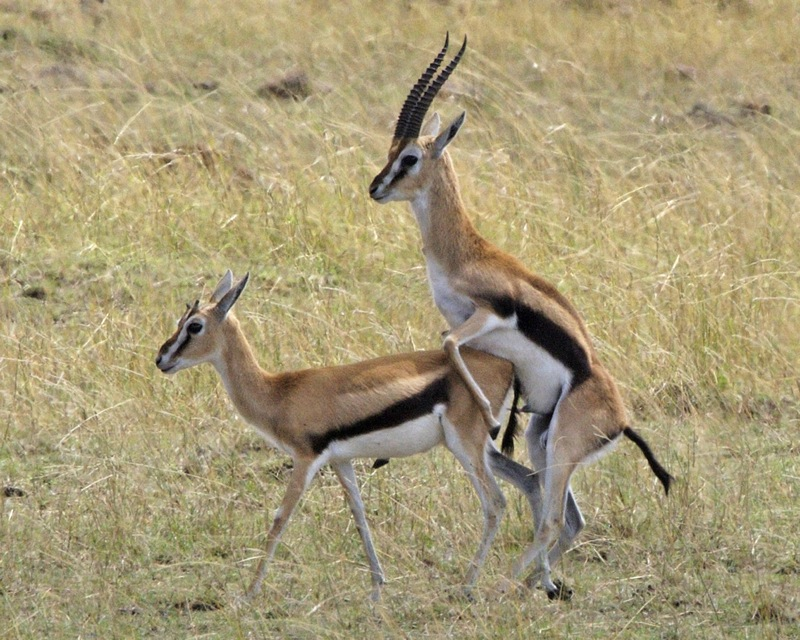
짝짓기를 하는 톰슨가젤

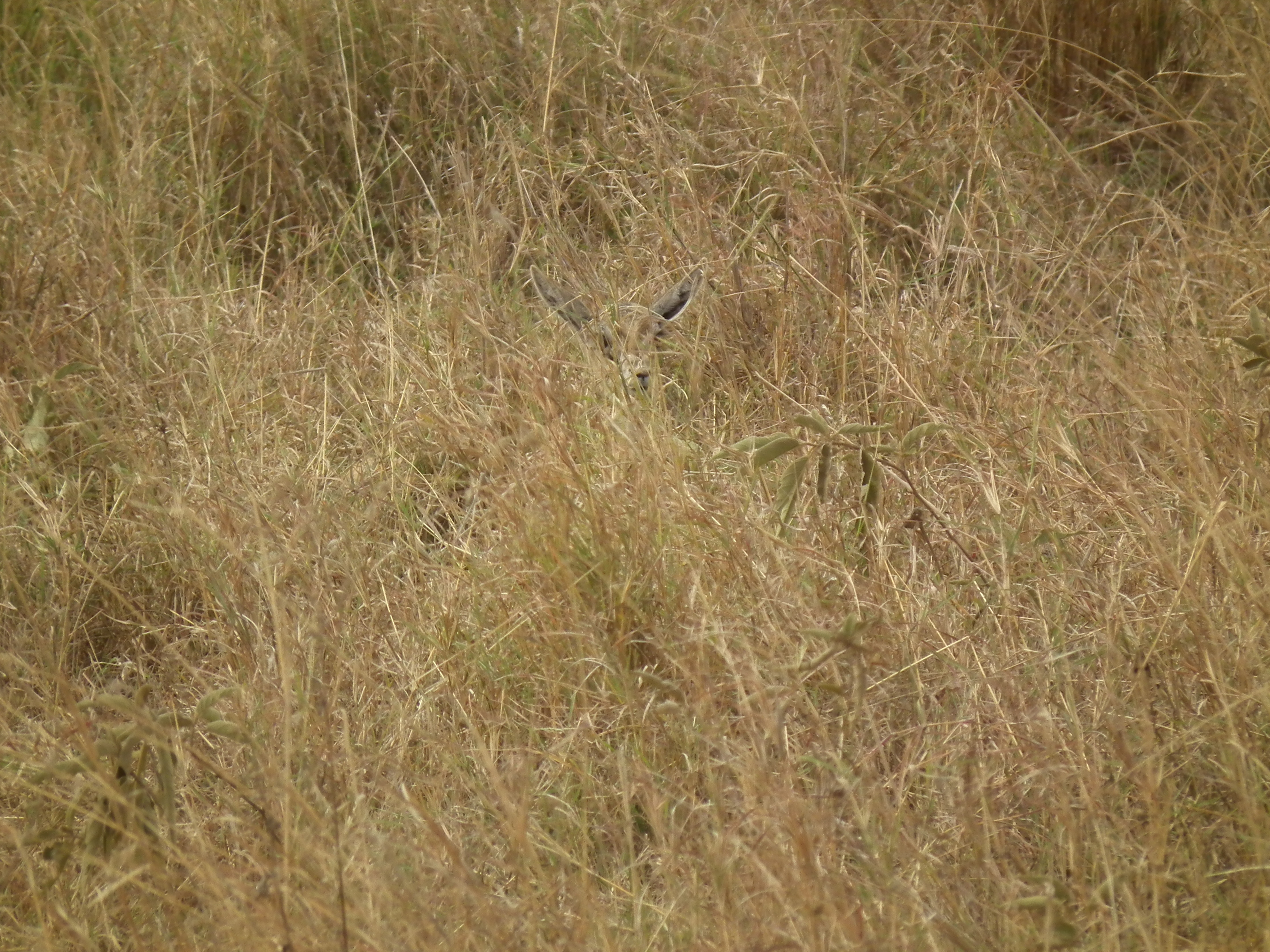
풀밭에 숨은 새끼 톰슨가젤

수컷 가젤은 암컷을 따라다니면서 소변 냄새를 맡아 발정기인지 확인하는데, 이 과정을 플레멘 반응(Flehmen response)이라고 한다. 만약 암컷이 발정기에 들어선 상태라면, 수컷은 계속해서 암컷에게 구애하고 짝짓기를 하기 위해 올라탄다. 암컷은 5~6개월의 임신 기간 후에 무리를 떠나 새끼 한 마리를 낳는다. 출산은 주로 우기 이후에 이루어지며 갓 태어난 새끼 가젤의 무게는 2~3kg이다. 톰슨가젤은 일 년에 두 번, 한두 마리의 새끼를 출산한다. 새끼를 낳을 때 암컷 가젤은 갓 태어난 새끼가 땅에 떨어지면 쭈그리고 앉아 탯줄을 찢는다. 그런 다음 어미는 새끼의 양수와 조직을 깨끗이 핥는다. 핥는 것은 새끼의 혈액 순환을 자극하거나 어미가 냄새로 인식할 수 있도록 표시하는 역할을 수행하기도 한다.
갓 태어난 새끼는 생후 첫 6시간 동안 어미와 함께 움직이고 휴식을 취하지만, 결국 어미와 떨어져 더 많은 시간을 보내거나 풀밭에 숨는다. 어미는 새끼 곁에 머물며 매일 새끼에게 젖을 먹인다. 어미와 새끼는 새끼가 가서 다음 수유를 기다리기 위해 다시 누워 있기 전까지 한 시간을 함께 보낼 수 있다. 어미 가젤은 다른 가젤 어미와 함께 어울릴 수 있지만, 새끼 사슴은 "유치원"에 모이지 않는다. 어미 가젤은 자칼과 개코원숭이로부터 새끼를 보호하지만 그보다 더 큰 포식자로부터는 보호하지 않는다. 때때로 암컷은 새끼를 보호하기 위해 뿔로 박치기를 하여 수컷 개코원숭이를 물리치기도 한다.
암컷은 모계의 경계심에서 회수 전 최고조를 보이며 이런 동작은 눈에 잘 띈다. 암컷은 경계를 늦추지 않기 위해 다른 활동을 거의 중단한다. 새끼가 숨어 있는 곳을 향해 천천히 움직이며, 주변을 살피기 위해 자주 멈춰선다. 몇몇 암컷은 먹이를 먹으려는 것처럼 머리를 땅에 대고 있다가 재빨리 다시 들어 올려 주변을 살피는 "가짜" 먹이 행동을 하기도 한다. 한 예로, 암컷은 새끼의 은신처에 접근하기 전 주변을 살피기 위해 언덕 꼭대기로 올라가 적극적으로 포식자를 찾는 것처럼 보이는 행동을 취하기도 했다.
새끼는 생후 2개월이 가까워질수록 어미와 더 많은 시간을 보내고 숨어 있는 시간이 줄어들며, 결국 숨는 것을 멈춘다. 이 무렵 새끼는 단단한 음식을 먹기 시작하지만 어미로부터 계속해서 젖을 먹는다. 또한 이때부터 새끼는 어미를 따라 무리에 합류한다. 어린 암컷 가젤은 어미의 무리에 함께 머무르며 서로 교제할 수 있다. 어린 수컷 또한 어미를 따라갈 수 있지만, 사춘기에 접어들면서 영역을 지닌 우두머리 수컷의 눈에 띄기 때문에 어미를 따라 영토로 들어갈 수 없다. 어미 가젤은 자식을 따라다니며 함께 지낼 수 있지만, 새끼가 쫓겨나면 결국 새끼를 따라다니지 않게 된다. 그러면 어린 수컷은 독신 무리에 합류하게 된다.

### 생리적 적응
탈수와 열 스트레스가 음식 섭취와 건조물 소화율에 미치는 영향을 연구한 실험에서, 톰슨가젤은 사막 환경에 대한 대사 적응을 보여주었다. 열 스트레스에만 노출되었을 때, 톰슨가젤의 음식 섭취나 소화는 영향이 없었다. 열 스트레스에 반응하여 음식 섭취와 소화를 변화시킨 다른 동아프리카의 반추동물들과 비교할 때 톰슨가젤은 주기적인 열 스트레스에 상대적으로 잘 적응한 것으로 보인다. 그러나 톰슨가젤은 물에 의존하는 종이기 때문에, 탈수에 노출되면 먹이 섭취량이 감소한다. 이러한 감소의 일부는 신진대사 감소에 기인할 수 있으며, 이는 가젤이 물을 절약하는 데 도움이 될 수 있다. 톰슨가젤과 그랜트가젤의 먹이 찾기와 포식자를 피하는 행동을 비교한 또 다른 연구에서 톰슨가젤은 가뭄 동안 소화되지 않는 마른 풀보다 아카시아 종의 나무와 관목을 더 많이 먹기 위해 식단을 조정한 것으로 나타났다. 아카시아 종은 신진대사 능력을 저하시킬 수 있는 항영양 인자인 탄닌이 풍부하다. 그러나 톰슨가젤은 일부 탄닌을 해독하고 대사하는 능력이 있는 것으로 보이며, 적당한 수준의 응축된 탄닌은 장에서 아미노산 흡수를 증가시켜 반추동물에게 도움이 될 수도 있다.

## 상태

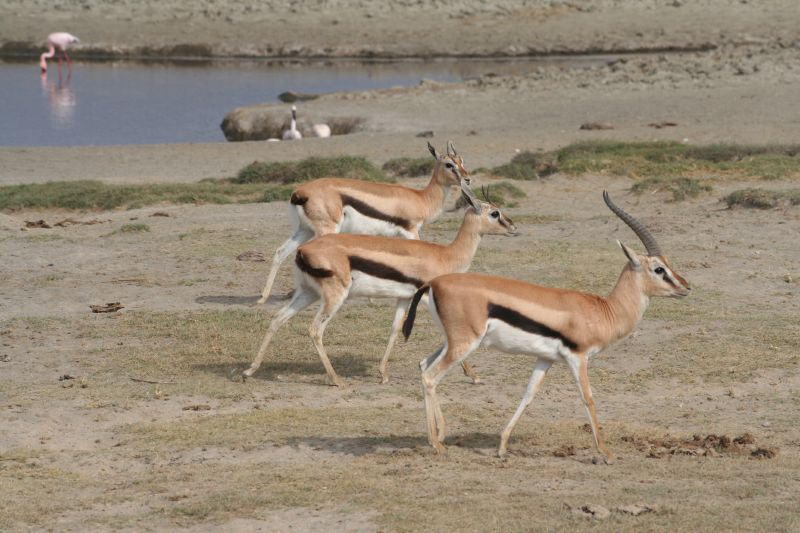
암컷과 함께 있는 수컷 톰슨가젤

현재까지 추산되고 있는 톰슨가젤의 개체 수는 약 550,000마리이다. 톰슨가젤의 개체 수는 1978년부터 2005년까지 60% 정도 감소했다. 톰슨가젤에 대한 주된 위협은 서식지 개발, 화재 및 도로 개발이 있다. 조사에 따르면 1970년대 후반부터 약 20년 동안 이 종의 주요 서식지인 세렝게티, 마사이마라, 응고롱고로를 포함한 여러 곳에서 급격한 개체 수 감소(60-70%)가 보고되었다.

## 문화적 묘사
몬티 파이튼의 비행 서커스에서는 톰슨가젤에 대한 언급이 개그적 요소로 가끔 등장한다.
2016년 디즈니 영화 주토피아에는 샤키라가 목소리를 맡은 의인화된 톰슨가젤 팝스타가 등장한다.
톰슨가젤은 알렉산더 맥퀸의 1997년 가을/겨울 컬렉션인 It's a Jungle Out There에 영감을 주었다.

## 같이 보기
- 그랜트가젤
- 코린가젤
- 스프링복
- 임팔라

## 참고 자료
- Gazelles and Their Relatives by Fritz Walther (1984)